# إعادة التخصيص

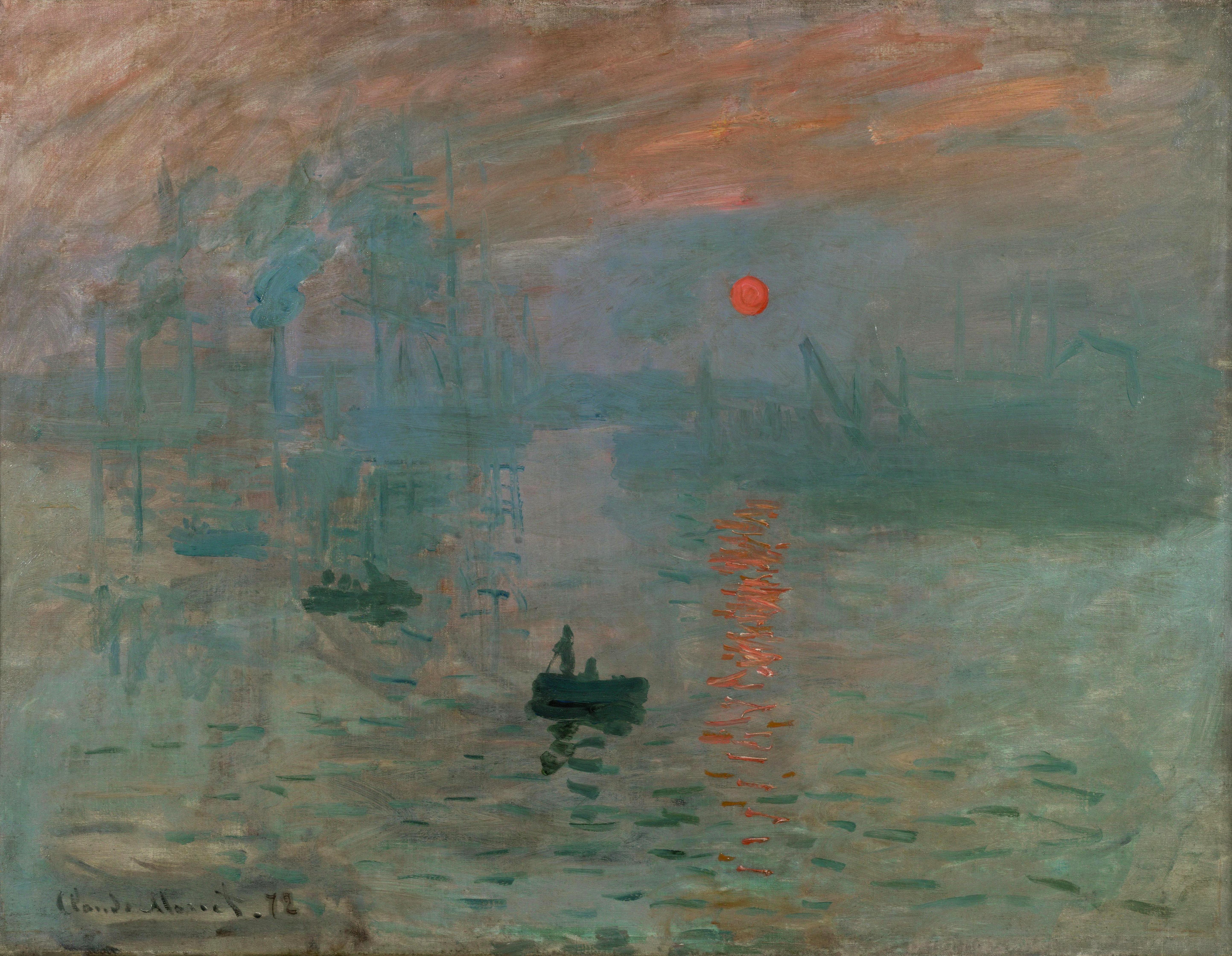

إعادة التخصيص اللساني، أو الاسترداد، أو إعادة التدليل، هي عملية ثقافية تستعيد من خلالها مجموعة ما بعض الكلمات أو الأدوات التي سبق وأن استُخدمت بصورة مهينة ضد هذه المجموعة. تُعتبر إعادة التخصيص شكلًا محددًا من أشكال التطور الدلالي (التغيير الذي يطرأ على معنى الكلمة). قد ينطوي الاسترداد اللساني على آثار كبيرة في مجالات الخطاب، وقد دُرس في ضوء التمكين الشخصي أو الاجتماعي السياسي.

## السمات
تُعرّف الكلمة المُستردة أو المُعاد تخصيصها بأنها كلمة سبق وأن استُخدمت لدلالة ازدرائية قبل أن تُرد إلى استخدامها المقبول، وهي الكلمة التي عادةً ما يبدأ استخدامها ضمن نطاق مرماها الأصلي، أي المجتمعات التي تُستخدم هذه الكلمة لوصفها، قبل أن تنتشر بين عامة الناس فيما بعد. قد تظهر بعض المصطلحات المُستردة دون أن تنطوي على دلالة ازدرائية في بادئ الأمر، لكنها تكتسب معنىً ازدرائيًا مع مرور الوقت. يُمكن اعتبار عملية استرداد هذه المصطلحات بمثابة استعادة لمعناها الأساسي. ومع ذلك، لا ينطبق هذا الأمر على جميع الكلمات، فقد تُستخدم كلمة ما بدلالة مهينة منذ البداية.
تُعتبر إعادة التخصيص من وجهة نظر اللسانيات النظرية حالةً محددةً لنوع من التطور الدلالي أو التحسين، وهو عملية يكتسب المعنى من خلالها دلالةً إيجابيةً مع مرور الوقت.
يقترح برونتسيما وجود ما لا يقل عن ثلاثة أهداف محددة للاسترداد:
1. عكس القيمة
2. الإبطال
3. استغلال الوصمة.

يشير مفهوم عكس القيمة إلى تغيير المعنى الازدرائي إلى معنى محايد أو إيجابي، بينما يشير مفهوم الإبطال إلى ردع الأشخاص الذين يرغبون في استخدام المصطلح –أو أي كلمة أخرى عمومًا- بغرض قمع أو إيذاء مجموعة أخرى. يشير مفهوم استغلال الوصمة إلى استخدام مثل هذه المصطلحات بمثابة تذكير بتعرض مجموعة ما لمعاملة مجحفة. قد يكون كل هدف من هذه الأهداف مستقلًا عن الآخر، ولا سيما الهدف المتمثل باستغلال الوصمة لكونه غير متوافقًا مع الهدفين الآخرين.
يُمكن النظر إلى الاسترداد بوصفه عمليةً نفسيةً وفرديةً أو عمليةً اجتماعيةً على نطاق المجتمع ككل. دُرس الاسترداد بوصفه عمليةً شخصيةً في سياق التمكين الذي ينبع من «تجريد المجموعة المهيمنة من سلطتها على نظرة الأشخاص لأنفسهم وللآخرين»، ومن ثم امتلاك المرء نفوذًا فيما يتعلق بالطريقة التي يوصف بها، وبالتالي اكتسابه القدرة على التحكم بصورته الذاتية وضبطه لنفسه وفهمه لذاته، كتب برونتسيما: «ينطوي الاسترداد اللساني في جوهره على الحق في التعريف الذاتي، والحق في صوغ المرء لوجوده والإشارة إليه». ربط بعض العلماء هذه المفهوم بمفهوم التصنيف الذاتي. شدد بعض العلماء مثل جوديث بتلر وميشال فوكو على أهمية عملية التمكين وتجريد اللغة من استخدامها كأداة للقمع وإساءة استعمال السلطة، إذ أشار فوكو إلى هذا الاستخدام من خلال مصطلح «الخطاب العكسي».
تلعب عملية الاسترداد بوصفها عمليةً راميةً إلى التمكين الاجتماعي والسياسي الشامل دورًا في تعزيز العدالة الاجتماعية وخلق التضامن الاجتماعي، إذ اعتُبر العديد من الناشطين المنخرطين في مثل هذه العملية بمثابة ممثلين لمجموعاتهم التي تكتسب سلطةً ومكانةً أفضل في المجتمع شيئًا فشيئًا. يرى بعض العلماء أن الأشخاص الذين يستخدمون مثل تلك المصطلحات لوصف أنفسهم كنوع من إعادة التخصيص «سيشعرون بالقوة التي ستدفعهم إلى اعتبار تصنيفات مجموعاتهم أقل ارتباطًا بمفهوم الوصمة. سيستنتج المراقبون أن هذه المجموعة تمتلك السلطة، وبالتالي سيجدون هذا التصنيف أقل انغماسًا في الدلالة السلبية».
تُستخدم هذه المصطلحات عمومًا في السياق اللغوي، لكنها تنطوي على استخدامات متعلقة بالمفاهيم الثقافية الأخرى أيضًا. على سبيل المثال، النقاشات المتعلقة بإعادة تخصيص الصور النمطية، وإعادة تخصيص الثقافة الجماهيرية الشعبية كتحويل أدب الخيال العلمي إلى أدب نخبوي وعالي المستوى مثلًا، أو إعادة تخصيص التقاليد.

## الخلافية والمعارضة
تبقى العديد من الكلمات المُستردة خلافيةً لفترة من الوقت نظرًا لطبيعتها الازدرائية أساسًا، إذ يُعتبر استخدام بعض المصلحات «المُستردة» موضع جدل بالنسبة لأفراد المجتمع المعني بها. يرفض بعض أعضاء مجتمع ما فكرة ضرورة استرداد مصطلح افتراءي ما في الكثير من الأحيان. وفي المقابل، يُمكن أن تتحول كلمة ما إلى كلمة مقبولة عندما يستخدمها أعضاء المجتمع الذي استردها (استخدام داخل نطاق المجموعة)، لكنها تبقى كلمةً مهينةً وخلافيةً عندما تستخدمها أطراف خارجية (استخدام خارج نطاق المجموعة). على سبيل المثال، لاحظ برونتسيما في نقاش له حول المصطلحات المُستردة في عام 2003 أنه «قد يكون من المقبول استخدام مصطلح زنجي «Nigger» بحرية على لسان أحفاد المُستعبدين الأمريكيين، لكنه يبقى مصطلحًا محظورًا بالنسبة للبيض الذين لن يستخدموه بنفس الدلالة نظرًا لتاريخ هذا المصطلح والتاريخ العام للقمع العنصري والعلاقات العرقية في الولايات المتحدة». استُخدمت حجة مماثلة في عام 2009 للتحدث عن الكلمات المرتبطة بحركة مجتمع الميم، مثل كلمتي أحرار الجنس Queer (استُخدمت بمعنى غريب أو مشبوه) وسحاقية Dyke (استُخدمت للإشارة إلى المثليات جنسيًا). نشأ نزاع آخر حول خلافية اسم نادي كرة القدم الأمريكية ذوي البشرة الحمراء في واشنطن (Washington Redskins)، إذ انقسم مجتمع الأمريكيون الأصليون في الولايات المتحدة حول ما اعتبار هذا المصطلح مُستردًا أم لا.